# Свечины
Све́чины — древний русский дворянский и графский род, из Тверских бояр.
При подаче документов (23 мая 1686 года) для внесения рода в Бархатную книгу была предоставлена родословная роспись Свечиных.
Род внесён в VI и II части родословных книг Тамбовской, Тверской и Тульской губерний.
Род одного происхождения с Левашовыми принявший фамилию от прозвища «Свеча», которое носил их предок Андрей Константинович Левашов.

## Происхождение и история рода
Род Свечиных происходит от выехавшего в Псков из Лифляндии в XIV веке, именем Христофор-Карл Дол (Dolen), который в крещении назван Василий Иванович Дол. Из Пскова он выехал в Тверь и находился боярином у великого князя Александра Михайловича Тверского (1324-1327). У него был правнук Андрей Константинович Левашов Свеча, который является родоначальником Свечиных.
Данило Петрович Свечин был воеводой в Бежецке, Костроме, Одоеве и Черни, в Городецке. Женат на Анастасии Андреевне Очине-Плещееве, дочери воеводы Андрея Ивановича Очина-Плещеева. Степан Николаевич — в Михайлово, Степан Константинович — в Яранске и Коломне. В XVII веке многие Свечины служили стольниками, стряпчими и т. п.

## Графы Свечины-Галлиани
Высочайшим указом (21 ноября 1818), статскому советнику Павлу Сергеевичу Свечину и жене его Марии Павловне Свечиной, рожденной Лофазо, дозволено принять, уступленный им двоюродным братом её, князем Торемуза (Casteli Principe di Torremuzza), титул графов Галиани и именоваться впредь графами Свечиными-Галиани. Род угас со смертью родоначальника, не имевшего мужского потомства. Герба графов Галиани-Свечиных в Общем Гербовнике нет.
- Павел Сергеевич Свечин, с 21.11.1819 года 1-й граф Галиани-Свечин (род. 30.08.1761, ум. 17.04.1823). Жена: Маpия Павловна, урожд. Лофазо (род. 1782, ум. 24.05.1829, Москва), дочь командора мальтийского ордена Джованни Лофазо
  - графиня Екатерина Павловна (род. 1807, ум. 08.05.1829)
  - графиня Аделаида Павловна (род. 1808, ум. 12.05.1829)

## Описание герба
В Гербовнике Анисима Титовича Князева 1785 года имеется изображение печати с гербом статского советника, секретаря Конфискат-конторы (1759), прокурора в Новгороде и Твери (1777) Егора Дмитриевича Свечина и его однородцев: серебряное поле щита разделено вертикально на две половины. В правой половине, коричневый восстающий лев, обращённый мордой в правую сторону, с высунутым языком и поднятым хвостом. В левой половине, две коричневые полосы, наискось, из правого верхнего угла, к левому нижнему углу. Щит увенчан дворянским шлемом без шейного клейнода. Изображение щита находится на мантии княжеского достоинства и увенчана дворянской короной. Нашлемник: орлиное крыло. По сторонам щита две лавровые ветви.

## Известные представители
- Свечин Пётр Матвеевич — рында (1572).
- Свечины; Ермолай Андреевич, Семён Михайлович, Иван Михайлович Меньшой, Семён Семёнович, Моисей Иванович, Семён Иванович Бушуй — новоторжские помещики (1614-1691).
- Свечин Данила Петрович — выборный из Торжка, подписал грамоту об избрании царя Михаила Фёдоровича (1613), воевода в Бежецком-Верхе (1625-1626), московский дворянин (1627-1629), умер (1675)[6].
- Свечин Пётр Данилович — стольник Патриарха Филарета (1627-1629), московский дворянин (1636-1677).
- Свечин Константин Данилович - патриарший стольник (1627-1629), стряпчий (1636), московский дворянин (1636-1640), убит под Валками.
- Свечин Степан Постникович - стряпчий (1629-1640), московский дворянин (1640).
- Свечин Борис Ермолаевич - московский дворянин (1658-1677), ранен под Конотопом (1659).
- Свечин Степан Константинович — воевода в Яранске и Коломне, московский дворянин (1676-1677)
- Свечины: Никита Семёнович, Степан, Михаил и Иван Петровичи, Дмитрий и Григорий Константиновичи - московские дворяне (1676-1692).
- Свечины: Иван Константинович, Василий Борисович - стряпчие (1692)
- Свечин Михаил Петрович за службу против турецкого султана и крымского хана получил жалованную грамоту на разные поместья (1683).
- Свечины: Яков Борисович, Михаил Степанович, Фёдор, Семён и Алексей Константиновичи, Афанасий Иванович - стольники (1688-1692)[7][8].

потомки Петра Ермолаевича Свечина
- Никанор Михайлович (1772—1849) — русский генерал, участник Наполеоновских войн.
- Алексей Александрович (1781—1835) — генерал-лейтенант русской императорской армии.
  - Александр Алексеевич (1826—1896) — русский военачальник, генерал от инфантерии, командир 10-го армейского корпуса
    - Алексей Александрович (1865—1929) — русский государственный и общественный деятель, член I Государственной думы от Черниговской губернии.
- Владимир Владимирович (1871—1944) — русский офицер, один из основателей автомобильного дела в России.

потомки Константина Даниловича Свечина
- Григорий Константинович
  - Иван Григорьевич
    - Иван Иванович (1715—?)
      - Пётр Иванович (1740—?)
        - Иван Петрович (1790—1852)
          - Николай Иванович (1815—1903) — тайный советник.
            - Иван Николаевич (1863—1930) — генерал-лейтенант, губернатор Ставропольской губернии и Военный губернатор Приморской области, Наказной атаман Уссурийского казачьего войска.

          - Дмитрий Иванович (1820—1853) — подполковник, участник Кавказской войны.

      - Михаил Иванович (1742 — 1800-е)
        - Павел Михайлович
          - Александр Павлович Свечин (1808—1859)
            - Фёдор Александрович (1844—1894) — автор охотничьих рассказов, коннозаводчик.

        - его праправнук Свечин, Александр Фёдорович (1871—1907) — государственный деятель, нижегородский вице-губернатор, надворный советник.

  - Пётр Григорьевич
    - Сергей Петрович
      - Александр Сергеевич (1755—1801) — генерал-лейтенант, герой русско-шведской войны 1788—1789 годов.
      - Алексей Сергеевич (1755—1814) — генерал-майор русской императорской армии.
      - Николай Сергеевич (1758—1850) — генерал от инфантерии русской императорской армии.

другие
- Николай Михайлович (1756—1850) — российский полный генерал.
- Владимир Константинович (1821—1878) — генерал-лейтенант, командир 9-го армейского корпуса, герой русско-турецкой войны 1877—1878 годов.
- Алексей Михайлович (1826—1901) — генерал-лейтенант русской императорской армии.

- Андрей Михайлович (1838—1903) — генерал-лейтенант русской императорской армии.
  - Михаил Андреевич (1876—1969) — русский генерал-лейтенант, деятель Белого движения.
  - Александр Андреевич (1878—1938) — русский и советский военачальник, военный теоретик.